# La fille de la Madelon
La fille de la Madelon è un film del 1937 diretto da Jean Mugeli e Georges Pallu.

## Trama
La proprietaria di una locanda chiamata "Al rendez-vous dei veterani", vedova di un soldato della guerra 1914-1918; è felice di vedere la figlia innamorata di un ufficiale il cui padre era innamorato di lei.